# Lucid Dream
Lucid Dream (루시드 드림?, Rusideu deurimLR) è un film del 2017, scritto e diretto da Kim Joon-sung al suo debutto alla regia. 
Il lungometraggio è stato distribuito nelle sale cinematografiche sudcoreane il 22 febbraio 2017. Netflix l'ha presentato in anteprima mondiale il 2 giugno 2017 sulla sua piattaforma.

## Trama
Dae-ho, un giornalista investigativo, cerca di rintracciare il colpevole che ha rapito suo figlio tre anni prima. Con l'aiuto di un detective e di un'amica psichiatra, ripercorre i suoi ricordi dell'incidente attraverso l'uso di tecniche come il sogno lucido e il sogno condiviso.

## Cast
- Choi Dae-ho, interpretato da Go Soo
- Song Bang-seop, interpretato da Sol Kyung-gu
- Kwon Yong-hyun, interpretato da Park Yoo-chun
- So-hyun, interpretata da Kang Hye-jeong
- Kang Sung-pil, interpretato da Park In-hwan
- Jo Myung-chul, interpretato da Chun Ho-jin
- Choi Kyung-hwan, interpretato da Jeon Seok-ho
- Yoo Sang-man, interpretato da Lee Suk
- Choi Mi-yeon, interpretata da Lee Si-a
- Choi Min-woo, interpretato da Kim Kang-hoon
- Detective Kim, interpretato da Choi Dae-hoon
- Proprietario del ristorante Matna Burger, interpretato da Park Jin-woo
- Fotografo, interpretato da Jo Sun-mook
- Gangster, interpretato da Lee Chang-jik
- Gangster, interpretato da Kwon Oh-jin
- Big guy, interpretato da Heo Sung-min
- Giornalista, interpretato da Hwang Sang-kyung
- Infermiera alla clinica di Song Soo-jin, interpretata da Nam Sang-ji
- Dottoressa alla clinica di Song Soo-jin, interpretata da Lee Eun-joo
- Direttrice delle suore, interpretata da Kim Mi-sung
- Moglie di Choi Kyung-hwan, interpretata da Im Hwa-young
- Song Soo-jin (figlia di Song Bang-seop), interpretata da Noh Hee-soo
- Hyo-jung (moglie di Choi Dae-ho), interpretata da Kim Hye-won
- Ahn Sang-joon, interpretato da Kim Sun-bin
- Direttore del parco, interpretato da Kwon Hae-hyo (cameo)
- Joo Noh-geun, interpretato da Lee Jun-hyeok (cameo)

## Produzione
Il regista Kim Joon-sung è stato ispirato nel suo lavoro dalle sue esperienze legate al sogno lucido e dal successo del film di fantascienza Inception.
Quando gli è stato chiesto cosa lo ha attirato nella produzione, l'attore principale Go Soo ha dichiarato: «mi è piaciuta la sua leggerezza, come leggere un romanzo di fantascienza...ma mi sono innervosito e ho avuto le mani sudate dopo averlo letto». Go Soo ha preso 10 kg, e in seguito ha perso più di 18 kg, al fine di rappresentare fisicamente lo stato del suo personaggio prima e dopo aver perso suo figlio.
Le riprese principali sono iniziate il 6 aprile 2015 e si sono concluse il 29 giugno 2015 davanti alla Namhae Catholic Church a Gyeongju, nella provincia di Gyeongsangbuk, Corea del Sud.

## Distribuzione
Il film era stato originariamente programmato per l'uscire nell'autunno del 2016, tuttavia fu posticipato a causa delle accuse di stupro emerse a giugno 2016 contro l'attore Park Yoo-chun. Lucid Dream è stato distribuito nelle sale in Corea del Sud il 22 febbraio 2017 da Next Entertainment World.
Prima della distribuzione cinematografica del film, Netflix ha ottenuto i diritti di distribuzione digitale di Lucid Dream in tutto il mondo dopo la sua proiezione. Dopo l'acquisizione, la vicepresidentessa delle comunicazioni di Netflix Asia, Jessica Lee, ha dichiarato: «non vediamo l'ora che Lucid Dream diventi un film che riceverà un grande amore dal pubblico di tutto il mondo attraverso Netflix». Il 2 giugno 2017, Netflix distribuì il film sulla sua piattaforma di streaming digitale in 190 paesi con la dicitura "Netflix original".

## Accoglienza

### Incassi
Il film ha incassato 676.598 dollari americani su un budget di 5 milioni di dollari americani. Per questo scarso risultato viene considerato un flop al botteghino in Corea del Sud.

### Critica
La critica cinematografica Jin Min-ji (Korea JoongAng Daily) ha scritto: «nonostante il soggetto originale e il cast stellare, il thriller fantascientifico Lucid Dream non riesce a sfruttare appieno l'uno o l'altro». Jin ha definito la trama e la caratterizzazione deboli, sostenuto che il colpo di scena finale fosse forzato e paragonato il film, dando un risultato sfavorevole, a Inception.
In una recensione per Yonhap News Agency intitolata «Mediocrità insalvabile», la critica Shim Sun-ah ha scritto: «al valore nominale avrebbe potuto essere un film coinvolgente, pieno di drammi, azione e amore paterno. Ma il risultato è mediocre e rende la visione noiosa con una netta mancanza di suspense». Shim ha poi aggiunto che «il film si sbriciola principalmente a causa della trama assolutamente prevedibile e scontata […] ricicla parti drammatiche dai blockbuster di Hollywood come Inception». Shim ha anche disapprovato la performance di Park Yoo-chun e ha detto che il film aveva dato troppo presto un indizio sul suo mistero centrale. Inoltre, come Jin, pensava che la svolta fosse forzata. Tuttavia, Shim ha dato un parere positivo agli effetti visivi del film e alla performance di Go Soo.